# Paracelse (film, 1943)
Paracelse (titre original : Paracelsus) est un film biographique et dramatique allemand réalisé par Georg Wilhelm Pabst, sorti en 1943 et basé sur la vie de Paracelse, l'alchimiste, astrologue et médecin suisse.

## Synopsis
La vie de Philippus Aureolus Theophrastus Bombastus von Hohenheim, qui fut tour à tour un médecin, un alchimiste et astrologue suisse de la Renaissance.

## Distribution
- Werner Krauss : Paracelse
- Annelies Reinhold : Renata Pfefferkorn
- Harry Langewisch : Pfefferkorn, le père de Renata
- Mathias Wieman : Ulrich von Hutten
- Fritz Rasp : le maître
- Peter Martin Urtel : Johannes (comme Martin Urtel)
- Herbert Hübner : le comte von Hohenreid
- Josef Sieber : Jakob Bilse, le serviteur de Paracelse
- Rudolf Blümner : le libraire Froben
- Harald Kreutzberg : Fliegenbein
- Hilde Sessak : la serveuse
- Franz Schafheitlin : Erasmus von Rotterdam
- Victor Janson : le maire
- Karl Skraup : le chirurgien
- Erich Dunskus : le tenancier de l'auberge
- Franz Stein : le médecin
- Arthur Wiesner : Ross, le médecin
- Egon Vogel : Urias, l'écrivain
- Bernhard Goetzke : un compagnon du maître
- Hans von Uritz : le capitaine
- Klaus Pohl : le docteur, dans le sillage du maître
- Joachim Wedekind : un compagnons du maître
- Bosse Oscar : membre du conseil municipal
- Mary Mayrhofen : la bonne de Froben
- Egon Herwig : un mendiant